# Базилевський Павло Михайлович
Павло́ Миха́йлович Базиле́вський (9 вересня 1896, Затишшя — 1981) — підполковник Армії Української Народної Республіки (в еміграції — генерал-хорунжий).

## Життєпис
Павло Базилевський народився 9 вересня 1896 року на ст. Затишшя Тираспольського повіту Херсонської губернії. Походив з дворян Полтавської губернії. Закінчив Лубенське вище навчальне училище, 1 січня 1916 року — Чугуївське військове училище, вийшов прапорщиком до 216-го піхотного запасного батальйону.
5 липня 1916 року відбув на поповнення військ Південно-Західного фронту. Останнє звання у російській армії — штабс-капітан.
На фронті був активним діячем українського руху у військах. Делегат першого Всеукраїнського військового з'їзду у Києві у травні 1917 року. Наприкінці 1917 року — старшина Першого українського козачого полку імені Богдана Хмельницького. З 17 березня 1918 року — старшина кінної сотні 1-го Запорізького полку Окремої Запорізької дивізії Армії УНР. З 1 квітня 1918 року — у складі 2-го куреня 1-го Запорізького полку виділений на формування 4-го Запорізького імені Богдана Хмельницького полку Армії УНР.
З 1 травня 1918 року — командир 1-ї сотні 4-го Запорізького імені Богдана Хмельницького полку Армії Української Держави. З 12 вересня 1918 року — командир 3-ї сотні та тимчасовий виконувач обов'язків командира куреня. З 19 грудня 1918 року — командир 11-ї сотні. З 1 січня 1919 року — командир 3-го куреня.
18 березня 1919 року був поранений у бою з більшовиками, евакуйований до шпиталю, тривалий час лікувався. З 16 вересня 1919 року — у резерві старшин Головного управління Генерального штабу (ГУГШ) УНР. З 26 січня 1920 року — командир куреня 1-го рекрутського полку Дієвої армії УНР. З 31 березня 1920 року — командир 10-го куреня 4-ї стрілецької бригади Армії УНР. З 28 квітня 1920 року — командир 11-го куреня. З 5 травня 1920 року — помічник командира 11-го куреня. З 12 червня 1920 року — помічник командира 12-го куреня.
З 25 липня 1920 року — командир 20-го куреня 7-ї бригади 3-ї Залізної дивізії Армії УНР. З 17 листопада 1920 року — комендант Могилева-Подільського. З 20 грудня 1920 року — помічник начальника школи старшин 3-ї Залізної дивізії Армії УНР. З 15 лютого 1921 року — приділений до 19-го куреня 3-ї Залізної дивізії. З 5 червня 1921 року — референт постачання 7-ї бригади 3-ї Залізної дивізії.
Після інтернування Армії УНР у Польській республіці перебував у таборі міста Каліш. Був призначений начальником таборової школи підстаршин. З 1923 року жив на еміграції в Тарнові.
Під час німецько-польської війни 1939 року й наступу червоноармійських військ потрапив у табори військовополонених поляків. Засланий до Сибіру. 1942 року зголосився до Польської армії генерала Владислава Андерса, яка формувалася в СРСР. У складі цієї армії через Іран дістався на Близький Схід, де воював проти німецьких військ.
Після Другої світової війни емігрував до Великої Британії. У 1950–1976 роках очолював Союз українських ветеранів. 1964 року обраний головою Товариства українських комбатантів у Великій Британії.
Перебуваючи у монастирі на Оливній горі в Палестині, став фундатором плити з українськомовним написом молитви «Отче наш».